# Origen Festival Cultural

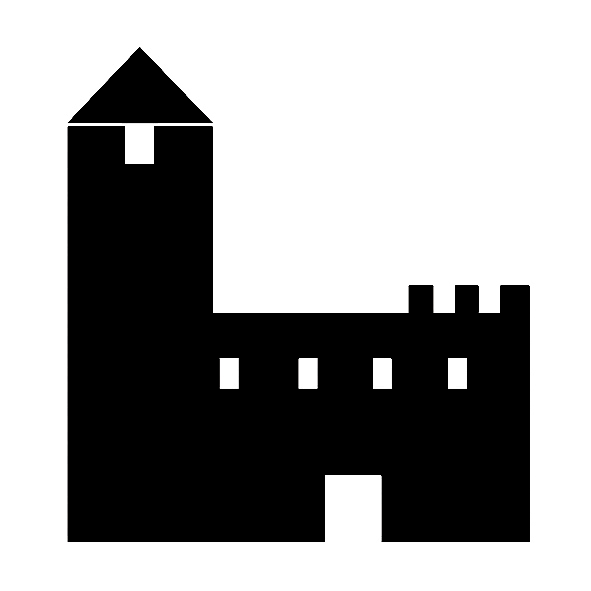
Logo des Origen Festival Cultural

Das Origen Festival Cultural ⓘ (rätoromanisch im Idiom Surmiran für «Origen («Ursprung, Schöpfung») Kulturfestival») ist ein Musiktheater und Tanzfestival, das seit 2006 in Riom im Oberhalbstein stattfindet.
Es ist einer der grössten Kulturanlässe des Kantons Graubünden.
Grundgedanke der Inszenierungen ist stets, klassische Opernstücke mit der traditionellen rätoromanischen Sprache, wie sie etwa im Volkslied überliefert sind, in Kontakt zu bringen und daraus Neues zu kreieren.
Leiter des Festivals ist der Theologe, Kunsthistoriker und Theaterwissenschaftler Giovanni Netzer. Getragen wird die Veranstaltung von der 2007 gegründeten Stiftung Nova Fundaziun Origen.

## Spielstätten

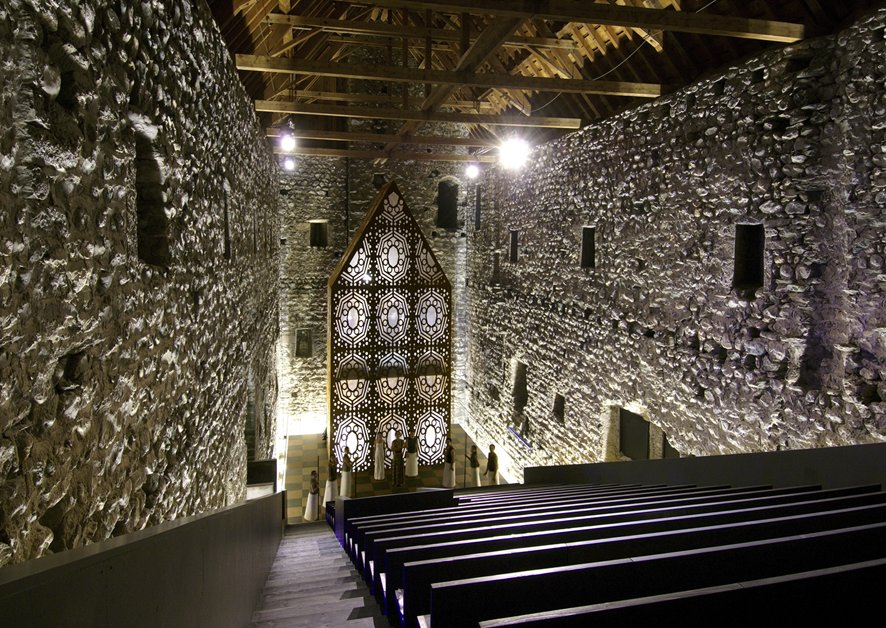
Innenansicht der Burg 2015

### Burg Riom
Im Jahre 2006 wurde die Burg Riom von Origen gemeinsam mit dem Churer Architekten Marcel Liesch renoviert und in ein Theater umgewandelt. Der gesamte Theatereinbau besteht aus Holz und ist ein Bau im Bau. Der moderne Einbau ist dabei reversibel um die denkmalgeschützte Substanz nicht zu beschädigen. Die Halle ist etwa 32 m lang und 12 m breit. Diese so neu entstandene «Theaterfestung» bietet rund 220 Zuschauern Platz und verbindet zeitgenössisches Theater und Tanz mit einer über 800 Jahre alten Kulisse.

### Clavadeira
Im Jahr 2015 eröffnete das Origen Festival Cultural sein Wintertheater, mit dem der ganzjährige Theaterbetrieb ermöglicht wurde. Zwei Jahre dauerte der Umbau der herrschaftlichen Scheune zu einem Theatergebäude. Die entstandenen Theaterräume sind durch subtile Eingriffe und dem dezidierten Umgang mit der alten Baustruktur geprägt. Der grosse Theatersaal der Clavadeira zeigt aussergewöhnlichen Tageslichteinfall und goldfarbene Zuschauerränge. Der Flusskieselboden sowie die alten Holzdekorationen wurden erhalten und in das Gebäude integriert. Dadurch bilden sie einen natürlichen Kontrast zu der reduzierten Ausstattung und den modernen Materialien.

### Landschaftsthemen

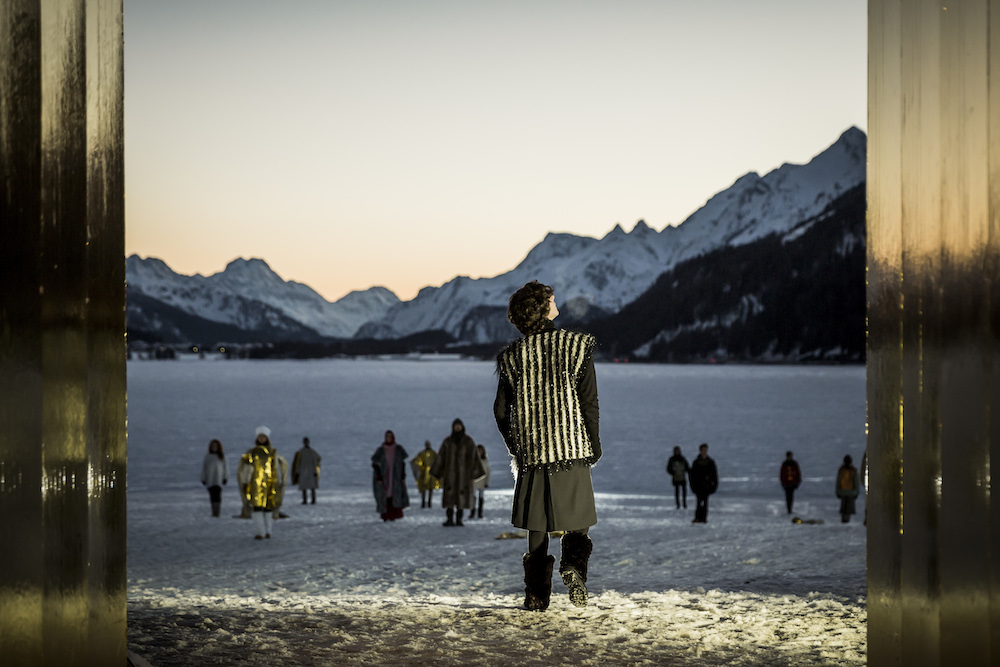
Ausschnitte des Freilichttheaters Der König im Schnee 2015

Das Origen Festival Cultural hat sich in den vergangenen Jahren mit dem Theaterspiel in der extremen Landschaft beschäftigt. 2010 wurde auf dem Julierpass das Freilichtspiel La Regina da Saba inszeniert. 2012 gastierte Origen mit den Coronation Anthems im Zürcher Hauptbahnhof. Ein Jahr später wurde auf dem Staudamm von Marmorera das Stück Noah uraufgeführt. 2014 bespielte Origen die Oberengadiner Seenlandschaft. Die Aussicht über den gefrorenen See von Silvaplana erinnerte an Werke von Giovanni Segantini.

### Juliertheater

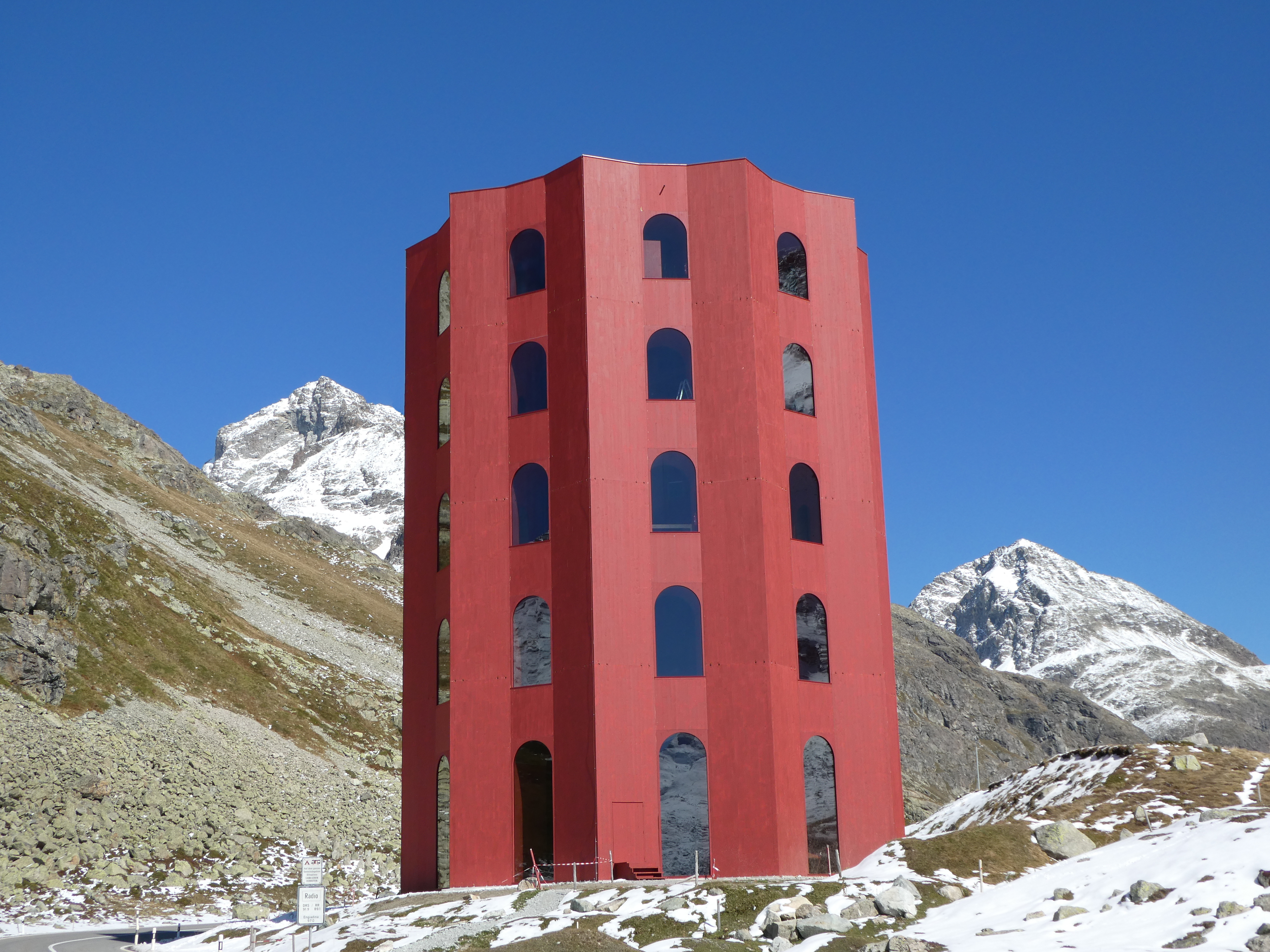
Das Juliertheater auf dem Julierpass

Im Mai 2017 begannen die Bauarbeiten für einen temporären Theaterturm auf dem Julierpass. Die Eröffnungspremiere war Anfang August 2017. Der ganzjährig bespielbare Holzbau soll den Theaterbau von über zwei Jahrtausenden reflektieren. Er zitiert das griechische Landschaftstheater, das römische Amphitheater, die Shakespearebühne und das barocke Logentheater. Durch hohe Fensteröffnungen verbindet dieser Bau Natur und Kultur.

## Auszeichnungen
- 2020: Frame Award für den ETH Säulenwald bei der Villa Carisch in Riom
- 2018: Wakkerpreis[6]
- 2016: Award für Marketing + Architektur, 2016 für den Ausbau der Scheune zum Wintertheater
- 2012: Jahrespreis der Stiftung für Abendländische Ethik und Kultur
- 2012: Kulturpreis Graubünden
- 2007: Hans-Reinhart-Ring